# Fer Niño
Fernando Niño Rodriguez dit Fer Niño, né le 24 octobre 2000 à Rota en Espagne, est un footballeur espagnol qui évolue au poste d'avant-centre au Burgos CF.

## Biographie

### En club
Né à Rota en Espagne, Fer Niño est formé par le Villarreal CF.
Il joue son premier match en équipe première lors d'une rencontre de coupe d'Espagne face au Girona FC, le 22 janvier 2020. Il entre en jeu en cours de partie à la place de Pau Torres, et son équipe s'impose sur le score de trois à zéro. Il fait sa première apparition en Liga le 25 janvier suivant, face au Deportivo Alavés. Il entre en jeu en cours de partie et se fait remarquer en inscrivant son premier but avec Villarreal, donnant par la même occasion la victoire aux siens (1-2).
Lors de la saison 2020-2021, il participe à la phase de groupe de la Ligue Europa avec le club de Villarreal. Il joue trois matchs et se met en évidence en inscrivant un but contre le Maccabi Tel-Aviv, permettant à on équipe de l'emporter sur le large score de 4-0.
Le 12 novembre 2020, il prolonge son contrat avec Villarreal jusqu'en 2024. 
Le 18 août 2021, il est prêté au RCD Majorque. 
Lors de l'été 2023, Fer Niño quitte définitivement le Villarreal CF afin de s'engager avec le Burgos CF pour un contrat de trois ans. Le transfert est annoncé le 22 juin 2023.

### En sélection
Fer Niño joue son premier match avec l'équipe d'Espagne espoirs le 31 mai 2021 contre la Croatie. Il est titularisé et son équipe l'emporte par deux buts à un.

## Vie personnelle
Son père Fernando était également footballeur professionnel, il a notamment joué au poste de défenseur central pour le RCD Majorque.

## Statistiques
| Saison                | Club                  | Championnat           | Championnat | Championnat | Coupe(s) nationale(s) | Coupe(s) nationale(s) | Compétition(s) continentale(s) | Compétition(s) continentale(s) | Compétition(s) continentale(s) | Total | Total |
| Saison                | Club                  | Division              | M.          | B.          | M.                    | B.                    | Comp.                          | M.                             | B.                             | M.    | B.    |
| 2019-2020             | Villarreal CF         | Liga                  | 5           | 1           | 2                     | 1                     | -                              | -                              | -                              | 7     | 2     |
| 2020-2021             | Villarreal CF         | Liga                  | 17          | 3           | 5                     | 3                     | C3                             | 6                              | 2                              | 28    | 8     |
| 2022-2023             | Villarreal CF         | Liga                  | 3           | 0           | -                     | -                     | C4                             | -                              | -                              | 3     | 0     |
| Sous-total            | Sous-total            | Sous-total            | 25          | 4           | 7                     | 4                     | -                              | 6                              | 2                              | 38    | 10    |
| 2021-2022             | RCD Majorque          | Liga                  | 23          | 2           | 2                     | 0                     | -                              | -                              | -                              | 25    | 2     |
| Sous-total            | Sous-total            | Sous-total            | 23          | 2           | 2                     | 0                     | -                              | -                              | -                              | 25    | 2     |
| Total sur la carrière | Total sur la carrière | Total sur la carrière | 47          | 6           | 9                     | 4                     | -                              | 6                              | 2                              | 62    | 12    |

## Palmarès
Villarreal CF
- Vainqueur de la Ligue Europa en 2021